# Gjesvær

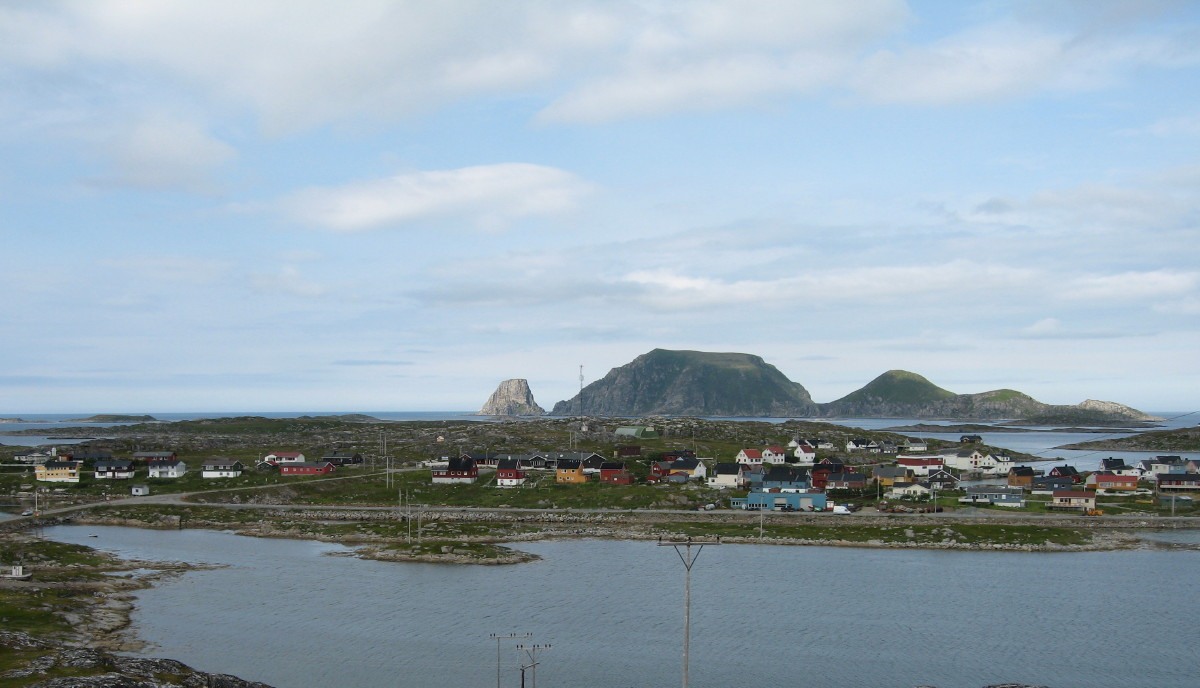
Gjesvær, dahinter die Inselgruppe Gjesværstappan

Gjesvær (samisch Geaissvearra) ist ein Fischerdorf auf der norwegischen Insel Magerøya. Seit dem 1. Januar 1984 gehört es zur Kommune Nordkapp in der Provinz Finnmark. In Gjesvær leben ungefähr 130 Menschen, zu Beginn der 1970er Jahre waren es noch etwa 350.

## Geschichte
Als einzige Siedlung in der Finnmark lässt sich ihre Geschichte bis in die Wikingerzeit zurückverfolgen; sie wird in dem um das Jahr 1230 verfassten, norwegischen Geschichtswerk Heimskringla als Geirsver erwähnt. Der Ortsname stammt von dem männlichen Vornamen Geir (Speer).

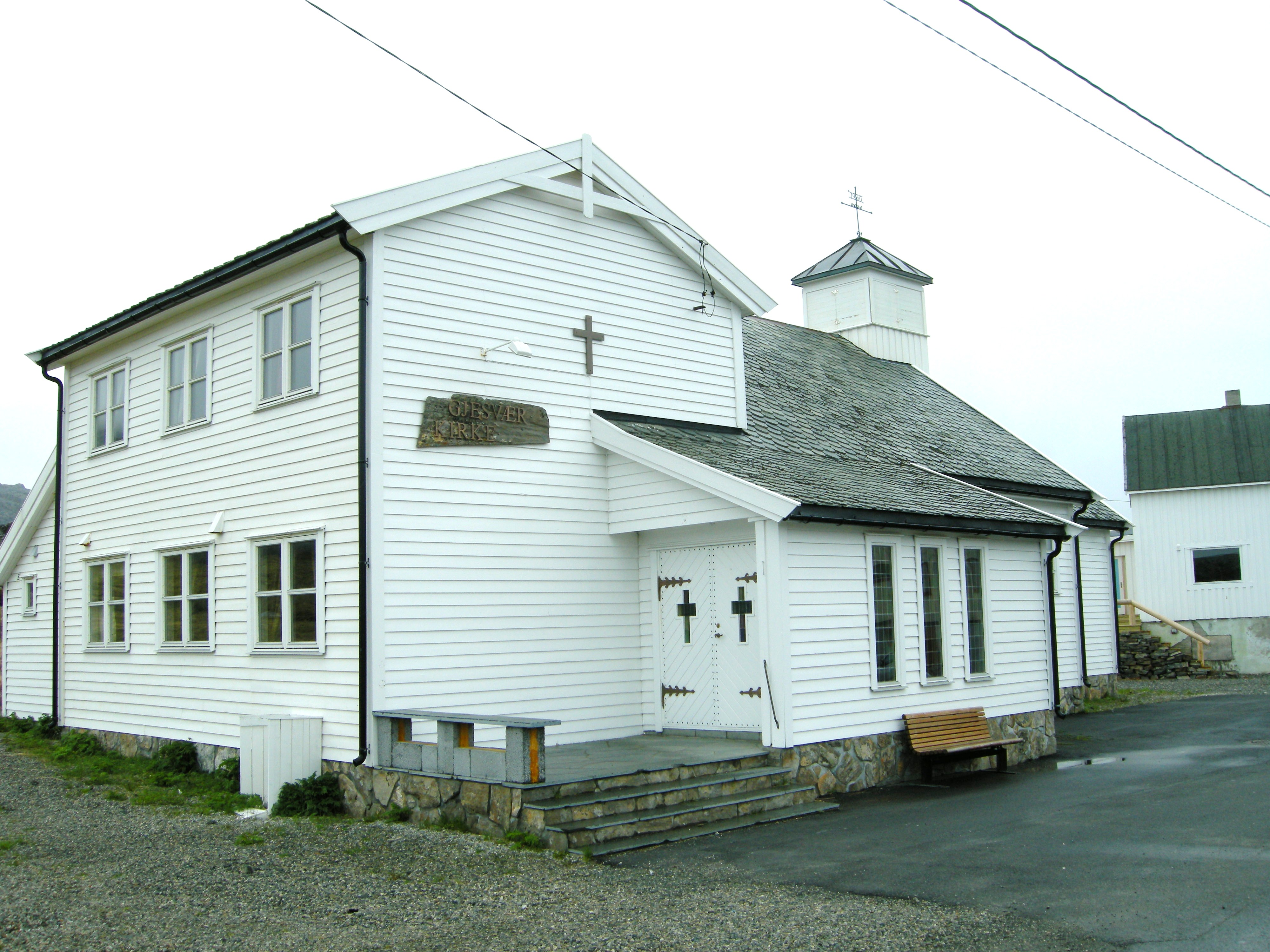
Kapelle

Den Wikingern diente der Ort als Etappenziel auf dem Weg nach Bjarmaland und wahrscheinlich auch zu der dem Ort nördlich vorgelagerten Inselgruppe Gjesværstappan. Ab 1869 wurde Gjesvær regelmäßig von Dampfschiffen der Hamburgroute angelaufen. Der Ort wurde als erster der näheren Umgebung an das Telegrafennetz angeschlossen. Wie bei den meisten anderen Siedlungen in Finnmark wurden im Jahr 1944 alle Gebäude von den deutschen Besatzungstruppen im Rahmen des Unternehmens Nordlicht niedergebrannt. Der Handelsdirektor Ole Thomassen überwinterte im Winter 1944/45 trotzdem gemeinsam mit seiner Frau Ragna sowie Mattis Somby in einer Hütte oberhalb des zerstörten Orts. Außer der Hütte blieben in Leirpollen bei Gjesvær auch zwei Häuser erhalten.
Da Gjesvær erst im Jahr 1977 mit der Fertigstellung einer 35 km langen Landstraße an das norwegische Straßennetz angeschlossen wurde, war der Ort wie auch der übrige sehr dünn besiedelte Westteil der Insel Magerøya bis zum 31. Dezember 1983 Teil der weiter westlich gelegenen Kommune Måsøy, da diese auf dem Seeweg schneller erreicht werden konnte als das Städtchen Honningsvåg im Osten Magerøyas. Das mit der Beurteilung der kommunalen Struktur Norwegens befasste Schei-Komitee sah 1960 im erfolgten Bau der Nordkappstraße noch keinen Anlass einer Angliederung an die Gemeinde Nordkapp. Zugleich wurde jedoch eingeschätzt, dass der geplante Bau einer Verbindungsstraße von Gjesvær zur Nordkappstraße und der damit erfolgende Anschluss an den Rest der Insel, eine andere Einschätzung nach sich ziehen müsse.

## Sehenswürdigkeiten
- Die im Jahr 1960 errichtete Kapelle von Gjesvær wurde als Kulturdenkmal eingestuft.
- Auf der vorgelagerten Inselgruppe Gjesværstappan (Naturschutzgebiet) befindet sich die größte Seevögelkolonie Norwegens.

## Wirtschaft und Verkehr
Im Ort ist eine Fischverarbeitungsfabrik ansässig, außerdem verfügt er über einen Einzelhandelsladen, ein Postamt und eine Grundschule. Der wichtigste Wirtschaftszweig ist die Fischerei; der Tourismus (Fischerei, Vogelbeobachtung auf Gjesværstappan) gewann in den vergangenen Jahren an Bedeutung.

## Klima
Gjesvær befindet sich im Übergangsbereich von polarem Tundrenklima (Köppen: ET) zum kaltgemäßigten Klima (Dfc). Im langjährigen Mittel beträgt die durchschnittliche Jahrestemperatur 2,5 °C, die durchschnittlichen Monatstemperaturen liegen im Jahresverlauf zwischen −3,43 °C und 10,45 °C.

## Sagen
Einer Sage nach soll in Gjesvær eine Frau gestanden haben, die vorbeifahrenden Fischern ihr Hinterteil zeigte, was den Fischern zeigte welches Wetter zu erwarten sei.